# Louisburg (Karolina Północna)
Louisburg – miasto w Stanach Zjednoczonych, w stanie Karolina Północna, siedziba administracyjna hrabstwa Franklin.